# Sibirisches Moschustier
Das Sibirische Moschustier (Moschus moschiferus), früher auch Bisamtier genannt, ist eine Art der Moschustiere (Moschidae). Es stellt die nördlichste Art der Gattung dar und ist in Sibirien und dem nördlichen Fernen Osten Asiens verbreitet. Aufgrund von starker Wilderei ist die Art im Schwinden begriffen und gilt als gefährdet.

## Merkmale

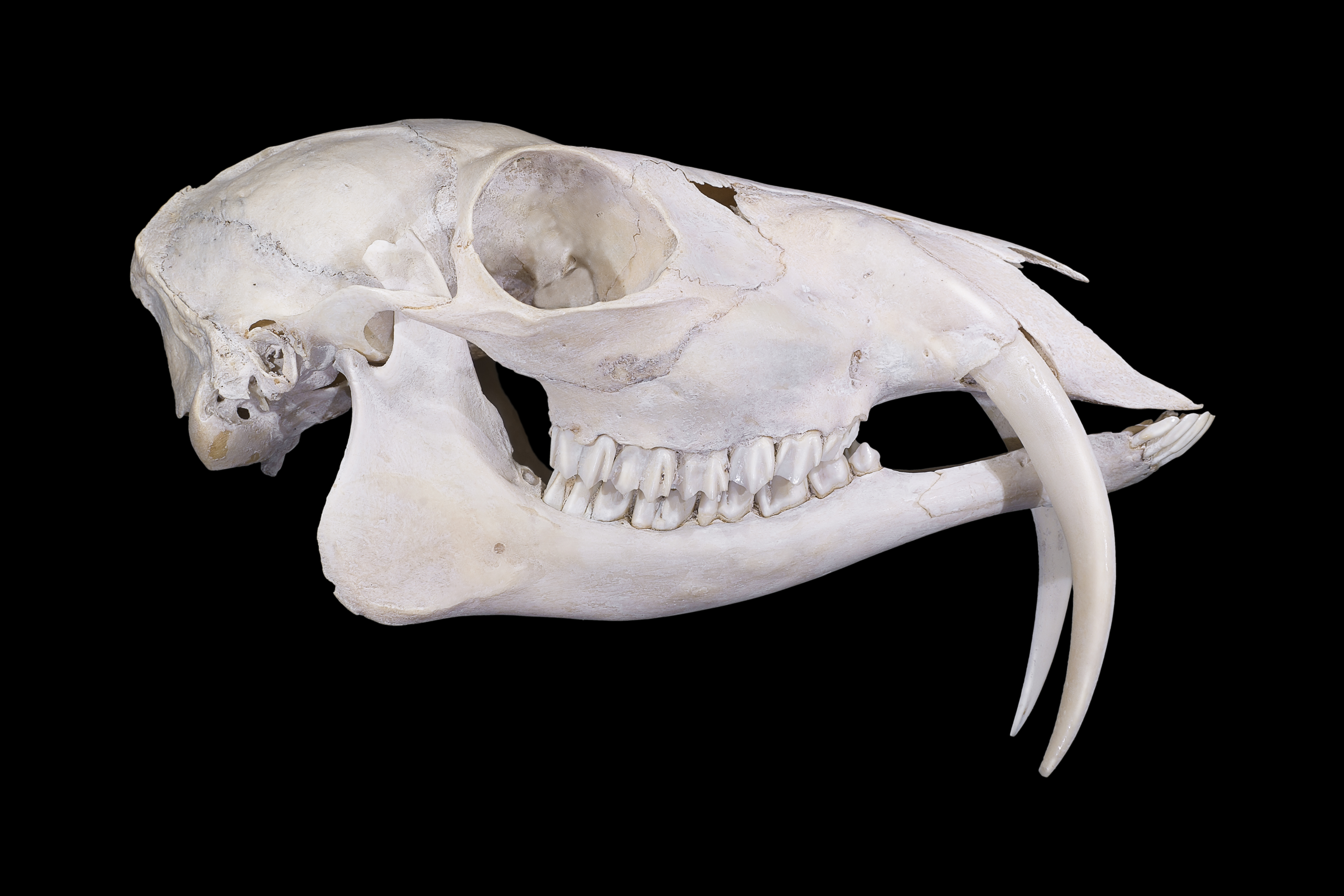
Schädel eines Sibirischen Moschustieres

Wie andere Moschustiere erinnert das Sibirische Moschustier an einen kleinen Hirsch ohne Geweih. Die oberen Eckzähne sind bei beiden Geschlechtern verlängert. Nur beim Männchen ragen sie allerdings deutlich aus dem Maul heraus. Das Sibirische Moschustier besitzt ein dunkelbraunes Fell mit leichtem Rotstich. Am Rücken befinden sich blasse Flecken, am Hals laufen zwei weiße Streifen herab. Die Unterkieferpartie ist ebenfalls weiß. Der Schädel ist relativ leicht gebaut. Das Sibirische Moschustier hat eine Schulterhöhe von 56 bis 61 cm und eine Kopfrumpflänge von 65 bis 90 cm. Das Körpergewicht liegt bei 8–12 kg.

## Verbreitungsgebiet

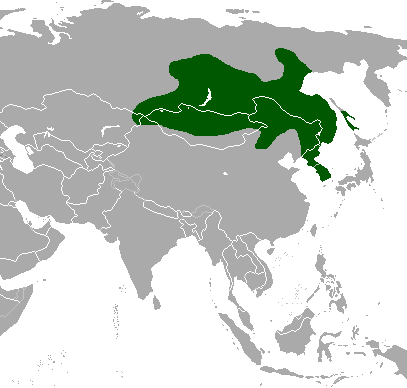
Geographisches Verbreitungsgebiet des Sibirischen Moschustieres

Das Verbreitungsgebiet erstreckt sich über die östlichen Teile Sibiriens und des russischen Fernen Ostens, außerdem umfasst es Teile der nördlichen Mongolei und Nordchinas. Darüber hinaus kommt die Art in Korea und auf der Insel Sachalin vor. Im Südwesten erreicht sie den Balchaschsee und das Altaigebirge, im Norden den Polarkreis. Die Ostgrenze der Verbreitung wird vom Ochotskischen Meer bestimmt. Im Süden endet das Gebiet des Sibirischen Moschustieres in der Mongolei und in Nordchina, wo es südwärts bis auf 45° nördlicher Breite vordringt. In China umfasste das ursprüngliche Verbreitungsgebiet die Provinzen Xinjiang, Heilongjiang, Jilin, Liaoning, die Innere Mongolei, außerdem Hebei, Shanxi und Shaanxi. In diesem riesigen Areal kommt die Art allerdings von Natur aus recht ungleichmäßig vor, da Bergnadelwälder und Felsklippen als Lebensraum bevorzugt werden.

## Unterarten
Man unterscheidet folgende Unterarten des Sibirischen Moschustieres:
- M. m. moschiferus Linnaeus, 1758 – relativ groß und dunkel; Sibirischer Teil des Verbreitungsgebietes, sowie Nordchina und Mongolei.[5] In China noch in der Inneren Mongolei und in Heilongjiang, ursprünglich auch in Nord-Xinjiang verbreitet.[2]
- M. m. parvipes Hollister, 1911 – kleiner als Nominatform und noch dunkler, Ferner Osten, Amur- und Ussurigebiet sowie Korea.[5] In China im Kleinen Chingan und im Changbai-Gebirge, westwärts bis zum Ordos-Plateau.[2]
- M. m. sachalinensis Flerov, 1929 – relativ klein; bewohnt die Insel Sachalin.[4][5]

Bisweilen werden darüber hinaus zwei weitere Unterarten unterschieden. Einerseits wird die Population im russischen Fernen Osten als eigene Form M. m. turovi betrachtet. Zum anderen werden die Bestände im Werchojansker Gebirge gelegentlich als M. m. arcticus abgetrennt.

## Lebensweise
Das Sibirische Moschustier bewohnt Laub- und Nadelwälder. Die Tiere sind vorwiegend dämmerungsaktiv und fressen in erster Linie Blätter, Kräuter und Flechten. Im Winter ernähren sie sich mancherorts fast ausschließlich von Flechten. Um diese zu erreichen, erklimmen sie sogar drei bis vier Meter hohe Bäume. Sibirische Moschustiere leben einzelgängerisch, bisweilen auch in kleinen Familiengruppen. Ein Wurf besteht für gewöhnlich aus zwei Jungtieren, die zwischen Mai und Juni geboren werden. Die Tragzeit beträgt etwa sechs Monate. Die Tiere können in der Wildnis ein Alter von etwa 10 bis 14 Jahren erreichen. Ihre Hauptfeinde neben dem Menschen sind Luchse, Vielfraße, Marder, und in geringerem Maße auch Wölfe, Tiger und Bären. Wenn sie verfolgt werden, flüchten sie meist in steiles Gelände.

## Gefährdung
Sibirische Moschustiere werden heftig bejagt, da die Substanz der Moschusdrüse männlicher Tiere, der sogenannte Moschus, ein begehrter Rohstoff ist. Moschus wird zur Herstellung von Parfüms und Seifen sowie in der traditionellen Chinesischen Medizin verwendet. Moschustiere werden nur mit mäßigem Erfolg in Gefangenschaft gezüchtet, weshalb der Druck auf die Wildpopulationen hoch ist. Daher ist die Art in großen Teilen des ehemaligen Verbreitungsgebietes bereits ausgerottet. Aus Xinjiang ist die Art bereits im 19. Jahrhundert verschwunden. Im östlichen Sibirien wurde der Bestand im Jahr 1999 auf etwa 30.000 Tiere geschätzt. Im Fernen Osten Russlands dürften damals noch zusätzlich bis zu 150.000 Tiere gelebt haben. Auf Sachalin kamen weitere 600 bis 650 Tiere vor. Seitdem sind die Populationen allerdings in all diesen Gebieten im Schwinden begriffen. In der Mongolei wurden die Bestände in den 1980er Jahren auf 44.000 Tiere geschätzt. Doch auch hier sind die Zahlen rückläufig. Für China sowie für Nordkorea und Südkorea liegen keine Bestandszahlen vor, doch dürften die Bestandszahlen auch hier sinken. Das Sibirische Moschustier wird von der IUCN als gefährdet (Vulnerable) eingestuft. Die Art kommt in einigen Reservaten vor, etwa in den mongolischen Schutzgebieten Khorgo Terkhiin Tsagaan Nuur-Nationalpark, Gorki-Tereldsh-Nationalpark und Khan-Khentii-Schutzgebiet. Neben den Wildpopulationen existieren züchtende Gruppen in Zoologischen Gärten sowie auf Moschustierfarmen in Russland und China.